# Cantón de Noroy-le-Bourg
El cantón de Noroy-le-Bourg era una división administrativa francesa, que estaba situada en el departamento de Alto Saona y la región de Franco Condado.

## Composición
El cantón estaba formado por dieciséis comunas:
- Autrey-lès-Cerre
- Borey
- Calmoutier
- Cerre-lès-Noroy
- Colombe-lès-Vesoul
- Colombotte
- Dampvalley-lès-Colombe
- Esprels
- La Demie
- Liévans
- Montjustin-et-Velotte
- Neurey-lès-la-Demie
- Noroy-le-Bourg
- Vallerois-le-Bois
- Vallerois-Lorioz
- Villers-le-Sec

## Supresión del cantón de Noroy-le-Bourg
En aplicación del Decreto nº 2014-164 de 17 de febrero de 2014, el cantón de Noroy-le-Bourg fue suprimido el 22 de marzo de 2015 y sus 16 comunas pasaron a formar parte del nuevo cantón de Villersexel.